# 世界ヘビー級王座 (オマハ版)
世界ヘビー級王座（せかいヘビーきゅうおうざ、The World Heavyweight Championship）は、ネブラスカ州オマハのNational Wrestling Alliance（全米レスリング連合）の加盟組織が率いるプロモーターのグループ（ジョー・デュセックなど）が認定していたプロレスの王座。
1957年6月14日、これらのプロモーターはNWA世界ヘビー級王者のルー・テーズに勝利したとしてエドワード・カーペンティアを新王者として認定することを選択。ところがNWAプロモーターの大多数は、その後もテーズを引き続き王者として認定し続けた。
この王座は近接地区のAWA世界ヘビー級王座と1963年からは二冠戦を繰り広げていたが、1963年9月7日に前期AWA世界ヘビー級王者のバーン・ガニアが、この項にあるオマハ版王者で前AWA世界ヘビー級王者でもあったフリッツ・フォン・エリックを破った際、2つの王座は最終的に王座統一されることとなった。
長らく、この王座からAWA世界ヘビー級王座が始まったとされて、王座統一以前はカーペンティアを初代王者とするこちらの系譜から始まって、ガニアが王座統一してからを現在知られるAWAの系譜につなげていた。これは1960年に創設のAWA世界ヘビー級王座後、王座統一された事実からと、後にオマハがNWAから王座統一後、AWAテリトリーへと鞍替えしたために起こったことである。

## タイトル履歴
| No. | Champion                   | Championship change | Championship change                    | Championship change                    | Reign statistics                       | Reign statistics                       | Notes | 備考  |
| No. | Champion                   | Date                | Event                                  | Location                               | Reign                                  | Days                                   | Notes | 備考  |
| --- | -------------------------- | ------------------- | -------------------------------------- | -------------------------------------- | -------------------------------------- | -------------------------------------- | --- | ----- |
| 1   | エドワード・カーペンティア | 1957年6月14日       | ハウス・ショー                         | イリノイ州シカゴ                       | 1                                      | 421                                    | NWA世界ヘビー級王者のルー・テーズとたたかい勝利して王者として認定されるがNWAプロモーションの大部分はテーズを王者として認識し続けていく。 | [ 1 ] |
| 2   | バーン・ガニア             | 1958年8月9日        | ハウス・ショー                         | ネブラスカ州オマハ                     | 1                                      | 98                                     | |       |
| 3   | ウィルバー・スナイダー     | 1958年11月15日      | ハウス・ショー                         | ネブラスカ州オマハ                     | 1                                      | 189                                    | |       |
| 4   | ディック・ザ・ブルーザー   | 1959年5月23日       | ハウス・ショー                         | ミシガン州デトロイト                   | 1                                      | 63                                     | この試合はNWA米国選手権（フレッド・コーラー派シカゴバージョン）としても行われた。                                                        |       |
| 5   | ウィルバー・スナイダー     | 1959年7月25日       | ハウス・ショー                         | ネブラスカ州オマハ                     | 2                                      | 70                                     | |       |
| 6   | ドクターX                  | 1959年10月3日       | ハウス・ショー                         | ネブラスカ州オマハ                     | 1                                      | 96                                     | |       |
| 7   | ドン・レオ・ジョナサン     | 1960年1月7日        | ハウス・ショー                         | ネブラスカ州オマハ                     | 1                                      | 394                                    | |       |
| 8   | ドクターX                  | 1961年2月4日        | ハウス・ショー                         | ネブラスカ州オマハ                     | 2                                      | 58                                     | |       |
| 9   | ドン・レオ・ジョナサン     | 1961年4月3日        | ハウス・ショー                         | ネブラスカ州オマハ                     | 2                                      | [ Note 1 ]                             | | [ 3 ] |
|     | 空位                       | 1961年4月           | ボボ・ブラジル戦は反則負けで王座預かり | ボボ・ブラジル戦は反則負けで王座預かり | ボボ・ブラジル戦は反則負けで王座預かり | ボボ・ブラジル戦は反則負けで王座預かり | ボボ・ブラジル戦は反則負けで王座預かり                                                                                                   |       |
| 10  | ドン・レオ・ジョナサン     | 1961年5月20日       | ハウス・ショー                         | ネブラスカ州オマハ                     | 3                                      | 119                                    | 王座決定戦でボボ・ブラジルを破る。 |       |
| 11  | バーン・ガニア             | 1961年9月16日       | ハウス・ショー                         | ネブラスカ州オマハ                     | 2                                      | 318                                    | |       |
| 12  | フリッツ・フォン・エリック | 1962年6月30日       | ハウス・ショー                         | ネブラスカ州オマハ                     | 1                                      | 25                                     | |       |
| 13  | バーン・ガニア             | 1962年7月21日       | ハウス・ショー                         | ネブラスカ州オマハ                     | 3                                      | 174                                    | |       |
| 14  | クラッシャー・リソワスキー | 1963年2月15日       | ハウス・ショー                         | ネブラスカ州オマハ                     | 1                                      | 155                                    | 1963年7月9日にミネソタ州ミネアポリスでAWA世界ヘビー級王者のバーン・ガニアを破る。                                                        |       |
| 15  | バーン・ガニア             | 1963年6月20日       | ハウス・ショー                         | ミネソタ州ミネアポリス                 | 4                                      | 7                                      | AWA世界ヘビー級王座との二冠戦。 |       |
| 16  | フリッツ・フォン・エリック | 1963年6月27日       | ハウス・ショー                         | ネブラスカ州オマハ                     | 2                                      | 42                                     | AWA世界ヘビー級王座との二冠戦。 |       |
| 17  | バーン・ガニア             | 1963年9月7日        | ハウス・ショー                         | ネブラスカ州オマハ                     | 5                                      | 0                                      | 1963年8月8日にテキサス州アマリロでAWA世界ヘビー級王者のフリッツ・フォン・エリックを破る。                                                |       |
|     | 王座統一                   | 1963年9月7日        | AWA世界ヘビー級王座と王座統一          | AWA世界ヘビー級王座と王座統一          | AWA世界ヘビー級王座と王座統一          | AWA世界ヘビー級王座と王座統一          | AWA世界ヘビー級王座と王座統一 |       |